# Lancashire Landing katonai temető
A Lancashire Landing katonai temető (Lancashire Landing Cemetery) egy első világháborús nemzetközösségi sírkert a Gallipoli-félszigeten.

## Története
A szövetséges csapatok 1915. április 25-26-án szálltak partra a Gallipoli-félszigeten azzal a céllal, hogy kikényszerítsék Törökország kilépését a háborúból, az új front megnyitásával tehermentesítsék a nyugati frontot és utánpótlási utat nyissanak Oroszország felé.
A temető közel fekszik ahhoz a helyhez, ahol az 1. Lancashire-i Lövészzászlóalj a törökök heves tüzében partra szállt, erre utal elnevezése is. A katonáknak sikerült átvágniuk magukat a drótakadályokon és lövészárkokon, majd beásni magukat a közeli magaslatokon.
A temető egyik részén azok nyugszanak, akik az 1915 áprilisi partraszállás és a félsziget 1916 januári kiürítése közben estek el, a többieket a fegyvernyugvás után szállították át az Égei-szigetekről, Kefaloniá, Tenedosz és Imbrosz brit temetőiből. Köztük van a Raglan és az M28 monitor legénységének 45 tagja. A két hajót a Goeben csatacirkáló és a Breslau cirkáló süllyesztette el 1918. január 20-án, amikor rajtaütést hajtottak végre az égei-tengeri támaszpontjukon.
A sírkertben 1237 nemzetközösségi katona nyugszik, az azonosítottak közül 1072 brit, 26 ausztrál, négy új-zélandi, három indiai és két kanadai volt. Tizenhét görög is nyugszik a temetőben.